# Charles de Rémusat
Pour les autres membres de la famille, voir Famille Rémusat.
Charles, comte de Rémusat, né à Paris le 14 mars 1797 et mort à Paris le 6 juin 1875, est un homme politique, écrivain, philosophe et mémorialiste français.
Grandi sous les fastes de l'Empire, journaliste libéral sous la Restauration, défenseur d'un vrai régime parlementaire sous Louis-Philippe, opposant sous le Second Empire, deux fois ministre d’Adolphe Thiers dont il est politiquement proche (à l'Intérieur en 1840 et aux Affaires étrangères en 1871-1873), élu huit fois député sous la monarchie de Juillet et la Troisième République, membre de l’Académie  française et de l’Académie des sciences morales et politiques, « une longue carrière politique, écrit l'historien Louis Girard, mais au second rang, avec des éclipses prolongées que ne compense pas, comme pour Tocqueville, le caractère décisif des succès littéraires; le souvenir aimable d'un dilettante à la fois comblé et embarrassé par la diversité de ses dons. »
Installé au cœur des événements, au milieu de la société intellectuelle et mondaine, il a écrit, avec une étonnante liberté de critique et un don remarquable d'observation et de clairvoyance, d'importants Mémoires - 150 cahiers de 75 feuillets serrés chacun - qui racontent les événements auxquels il a participé de près, restituent les portraits de toute une galerie de personnages qu'il a fréquenté, de Talleyrand à La Fayette, de Thiers à Tocqueville et de Lamartine à Louis-Napoléon et en font « sans doute notre meilleur mémorialiste politique du XIXe siècle » (Pierre Guiral) .
L'historien François Furet l’a qualifié de « Saint-Simon du monde parlementaire de Juillet ».
En philosophie, Charles de Rémusat fut un spiritualiste de l'école de Victor Cousin ; en politique, ce fut un doctrinaire, ami de Royer-Collard, Thiers et Guizot. Le monde anglophone le connaît pour une seule citation où il dit que l'unanimité est presque toujours la marque de la servitude.

## Biographie

### Enfance et jeunesse
Son père, Auguste de Rémusat, appartient à une famille de Provence de la petite noblesse (voir Famille Rémusat). Avocat général à la Cour des Aides d'Aix-en-Provence jusqu'en 1789, il épouse en 1796 Claire Élisabeth de Vergennes, fille d'un conseiller au Parlement de Bourgogne, guillotiné en 1793, et petite-nièce du ministre de Louis XVI. « Toutes les familles dont je viens ont des traits communs », écrit Charles, « Il s'y agit toujours de gens de condition moyenne s'élevant par la fortune et les emplois aux rangs inférieurs de la noblesse ou de la classe assimilée à la noblesse. Aristocratiquement parlant, les Bastards [famille de sa grand-mère maternelle ayant acquis au XVIIe siècle le château de Laffitte]  étaient, je crois, ceux qui valaient le mieux, les Rémusat ceux qui valaient le moins et qui s'étaient le plus récemment élevés. »
Claire de Rémusat a la chance d'être choisie, en 1802, à 22 ans, par Madame Bonaparte, femme du Premier Consul qui connait sa mère, comme dame d'honneur au palais des Tuileries. Pour ne pas séparer les jeunes époux, Auguste est nommé préfet du palais.
Charles rencontre une fois le Premier Consul dans le salon de Madame Bonaparte : « Bientôt entra un officier de la garde des Consuls. Il était de petite taille, maigre, et se tenait mal ou du moins avec abandon. J'étais assez bien stylé sur l'étiquette pour trouver qu'il se remuait beaucoup et qu'il agissait sans façon. Entre autres choses, je fus surpris de le voir s'asseoir sur le bras d'un fauteuil. De là, il parla d'assez loin à ma mère; nous étions en face de lui; je remarquai son visage amaigri, presque hâve avec des teintes jaunâtres et bistrées. Nous nous approchâmes de lui pendant qu'il parlait. Quand je fus à sa portée, il fut question de moi; il me prit par les deux oreilles et me les tira assez rudement. Il me fit mal, et ailleurs qu'en un palais j'aurais crié. Puis, se tournant vers mon père : « Apprend-il les mathématiques ? » lui demanda-t-il. On m'emmena bientôt. « Quel est donc ce militaire? » demandai-je à ma mère. « Mais c'est le Premier Consul. » »

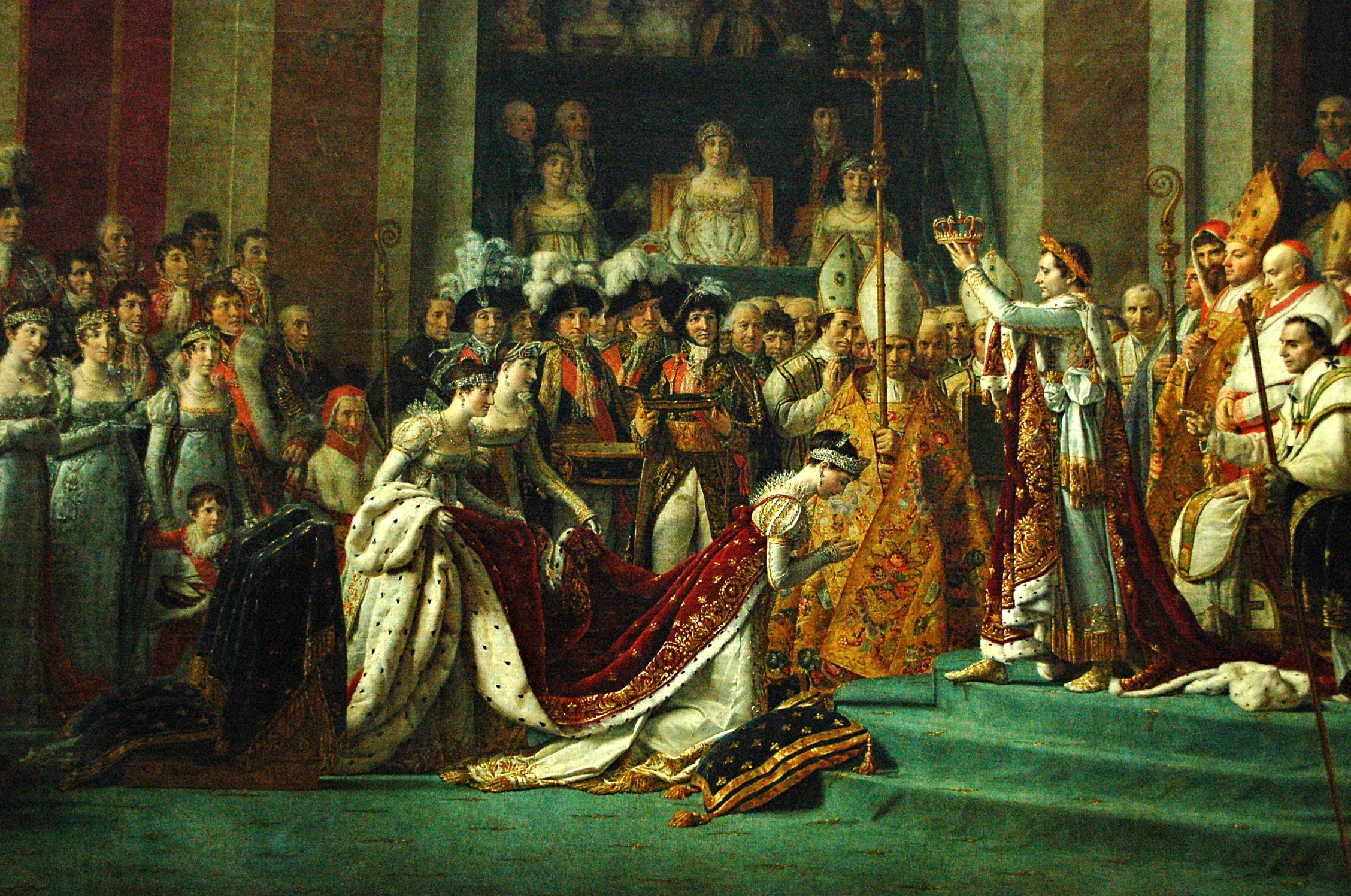
Auguste de Rémusat est représenté sur le tableau du "Sacre de Napoléon" de Jacques-Louis David (4e en partant de la gauche, rang du haut)

Sous l'Empire, les charges des deux époux vont s'accroître, l'une devenant dame du palais de l'Impératrice, l'autre premier chambellan de l'Empereur (sous le grand chambellan Talleyrand dont il devient le protégé) et surintendant des Théâtres impériaux. « Comme on s'occupait beaucoup de mon plaisir, on me mena au spectacle plus souvent qu'on n'y conduit d'ordinaire un enfant de mon âge. Ainsi mon goût pour Racine fut le premier satisfait ». Auguste est fait comte de l'Empire en 1808. Il achète en 1809 le château de Laffitte qui avait appartenu à la famille de sa femme. Leurs appointements leur permettent de mener grand train et d'avoir une maison ouverte aux gens de lettres et aux artistes. « On servait les vues de l'Empereur en tenant sous ses auspices, pour ainsi dire, un salon où le monde de l'intelligence trouverait protection et direction. » Cela convient à la femme d'esprit qu'est Mme de Rémusat, que l'on appelle Clari à la cour (voir le portrait que trace d'elle en 1811 Talleyrand pendant une séance de scrutin au sénat  qu’il préside en qualité de vice-grand électeur) et dont Sainte-Beuve écrira qu'« elle tient bien sa place dans cette rare et fine lignée des Sévigné ou des Motteville ».
Charles est éduqué par sa mère jusqu'à l'âge de dix ans où il devient interne au lycée Napoléon (actuel lycée Henri-IV). Il y reste jusqu'en 1814, apprenant « la langue latine, assez bien la langue grecque, bien la langue française et les règles du style. Quant à mon instruction littéraire, elle était assez étendue pour le temps mais je le devais surtout au goût de ma famille et à mes goûts personnels ». L'étude de la philosophie, étude facultative qu'il aborde en seconde en 1812, le passionne : « Cette résolution tout à fait fortuite est peut-être la plus importante que j'aie prise de ma vie. »
Vers 1812, ses parents sont à peu près disgraciés, l’étoile des protecteurs Talleyrand et Joséphine ayant pâli, et se rallient aux Bourbons à la Restauration. En 1815, grâce à Talleyrand qui est président du Conseil des ministres, Auguste devient préfet de la Haute-Garonne, puis du Nord pendant la Restauration libérale. Il est limogé en 1822 lorsque les ultras arrivent au pouvoir.

### Sous la Restauration

#### La Restauration libérale (1815-1820)

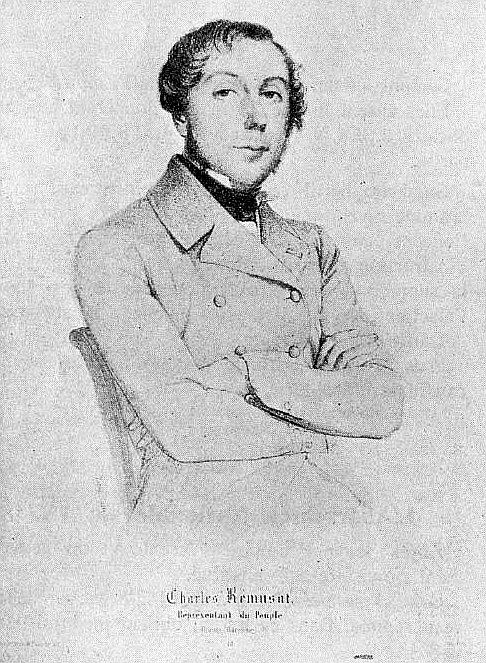
Charles de Rémusat jeune. Je n'aime pas ma figure; je ne suis pas laid et ma figure n'est un obstacle à rien. Mais mes traits sont lourds, mon visage sans finesse et sans expression

En juillet 1815, la famille s’installe à Toulouse, à la Préfecture, dans un contexte de Terreur blanche, difficile pour un préfet de Talleyrand qui a servi Bonaparte. Charles, qui a 18 ans, revient à Paris faire son droit qui ne l’absorbe guère. Il mène la vie d’étudiant et de jeune homme du monde, s’initiant aux sciences, absentes au lycée Napoléon. « Me partageant entre les cours scientifiques du Collège de France et même de l’École de médecine, en suivant quelques études de droit et de mathématiques, et en entrecoupant le tout  de lectures historiques et politiques. » Il fréquente les salons des amis de sa mère où il rencontre les plus hauts personnages de la monarchie constitutionnelle : le salon de Talleyrand, celui d'Amélie Suard, de Mme de la Briche, belle-mère de Molé qui organise de mai à octobre des fêtes dans son château du Marais où les participants jouent les comédies des auteurs à succès du moment. Charles y donne la réplique à Césarine de Barante, dont il tombe platoniquement amoureux tout en se liant avec son mari, Prosper de Barante, qui « eut l'esprit de voir les choses comme elles étaient et prit le parti assez singulier de consentir à ce qu'il jugea indestructible, parce qu'il en reconnut la limite pour infranchissable ». « Une humeur égale et complaisante, de la gaieté, de l'entrain et du calme, une assez constante envie de plaire, et au besoin des ressources de conversation avaient fait de moi un jeune homme assez aimable (...) Les gens sérieux me traitaient avec une distinction au-dessus de mon âge, je n'en étais pas infatué. » Il habite faubourg Saint-Honoré chez sa tante, veuve du général Nansouty, qui est l’amie de Pasquier, garde des sceaux en 1817. « Je tenais à ce qu’elle ne me soupçonnât pas d’être philosophe, chimiste, libéral et amoureux ; à cela près je lui disais tout. »
Il se lie aussi avec Molé qui, ministre de la Marine en 1817, le fait entrer, à la demande de ses parents, dans la direction de M. Portal, aux colonies. Barante lui conseille plutôt le journalisme politique : « Il était de ceux qui pensaient qu’un certain mélange de littérature et de politique devenait la condition presque nécessaire pour jouer un rôle dans les affaires et que je devais m’estimer assez pour les aborder de cette manière. » Un livre qui paraît en 1818 va jouer un rôle important dans la famille Rémusat, les Considérations sur la Révolution française de Mme de Staël : « Tandis que son livre, réveillant chez ma mère le souvenir de ce qu’elle avait éprouvé sous l’Empire, la portait à récrire des Mémoires, je consignais dans un résumé sur la Révolution de 1789 à 1814, mes idées sur mon temps et sur mon pays et cet article porte témoignage de l’impression vive que j’avais ressentie. » Il le montre à Barante qui l’apprécie et le fait lire à Guizot qui le trouve « très remarquable et le publie en décembre 1818 dans ses Archives philosophiques. C'est son premier article publié. « Dans les idées et dans le monde où j’avais été élevé, écrire pour un jeune homme de 21 ans, était une grande affaire. Écrire dans un journal sur la politique, pour la cause libérale, c’était une énorme témérité. »
Le voilà lancé au cœur de la bataille politique. Guizot est son patron, l'homme qui a sans doute exercé le plus d'influence sur lui et avec qui il sera intime jusqu'en 1828. Guizot le prend au ministère de l’Intérieur où il est directeur général des communes et départements et l'emploie comme rédacteur politique pour le seconder et même le suppléer. Il fait la connaissance des Broglie dont le salon, très animé, est fréquenté par Lafayette, Benjamin Constant, Lamartine . Il se range, au désarroi de ses parents, dans le groupe des doctrinaires, avant-garde libérale qui se forme dans la bataille contre la domination des ultras et qui a alors pour chef Royer-Collard, qui lui dit des mots encourageants. Il est reçu avocat mais, préférant l'écriture, il ne suit pas la carrière du barreau. Guizot lui demande d'écrire des brochures destinées aux Chambres qui sont remarquées et publiées (Sur la responsabilité des ministres, De la liberté de la presse).
En juin, les doctrinaires créent un journal, le Courrier qui va durer sept mois. « Jeune, ardent, bouillonnant d'idées politiques que je croyais neuves, je fus certainement un des rédacteurs les plus féconds . Je puis dire que je me trouvais alors et me fit reconnaître le talent qu'on peut me contester le moins, celui de journaliste. »
L'assassinat du duc de Berry et la démission de Decazes mettent fin à la période libérale de la Restauration. Tous les doctrinaires sont écartés du pouvoir. « J'ai donné au projet mort-né de mes amis doctrinaires une importance qu'il fut loin d'avoir dans les faits (...) Nous nous échauffions entre nous; c'est une des premières fois que j'ai pu remarquer avec quelle facilité la conversation fait, en politique, aux gens d'esprit, l'illusion de l'action. Cet incident eut une grande influence sur mon esprit et acheva de limiter ma confiance dans l'autorité de mes meilleurs amis politiques. »

#### La Restauration ultra-royaliste (1820-1830)
Le 16 décembre 1821, Rémusat perd sa mère, « le premier grand malheur, le plus grand peut-être de ma vie», assez brutalement, « notre séparation fut sans adieux ». Son père, destitué par Villèle en janvier 1822, meurt à son tour le 15 mai 1823, lui laissant la terre de Lafitte « qui ne rapportait presque rien. Je fus donc dès lors considéré comme pauvre dans la société, à juste raison si l’on en juge par comparaison avec l’existence qui m’était comme imposée. Ma situation n’avait cependant rien d’alarmant [Rémusat évalue sa fortune à 600 000 francs, soit environ 2 millions d’euros, Lafitte en représentant plus des quatre-cinquièmes] (…) Je suis resté ainsi toute ma vie, gêné et point inquiet. » 
Il ne sous-estime pas ses capacités : « Une fois, dans une soirée de Mme la duchesse de Raguse, maison agréable où j’allais souvent alors, à l’aspect d’une société assez choisie et distinguée qui m’entourait, je me comparai à tous les assistants, et la pensée me vint que je n’avais point là de supérieur, ni, le dirai-je, d’égal. Cette pensée me prit à la gorge pour ainsi dire, et je me demandai si ce n’était point là une tentation de Satan. La fameuse scène de l’Évangile n’est qu’un symbole de ces accès de l’orgueil et de l’ambition des hommes. »  et a confiance dans l’avenir : « Par le nombre et la qualité de mes amitiés, par l’étendue et la diversité de mes relations, par la bienveillance et l’empressement que j’avais toujours rencontrés, par le rôle utile que j’avais joué dans les entreprises auxquelles j’avais concouru, je me regardais alors avec confiance comme assuré d’une certaine supériorité et d’un grand avenir. Je crois encore que tout n’était pas illusion dans cette confiance et, quoique ce soit ma faute si je n’ai pas tenu tout ce que je me promettais, ce n’est pas insuffisance.
En 1823, il est présenté au financier Jacques Laffitte qui l’invite dans son hôtel de la Chaussée d’Antin aux bals qu’il donne pour faire connaître sa fille. Il y rencontre les trois filles d’un négociant de Grenoble, Augustin Perrier, frère de Casimir Perrier. Il tombe amoureux de l’aînée, Octavie, qui meurt en septembre, au moment où il va demander sa main. Il épouse, en juillet 1825, sa sœur Fanny qui décède de la tuberculose après quinze mois à peine de mariage. La troisième sœur, devait, à son tour, mourir en 1827.

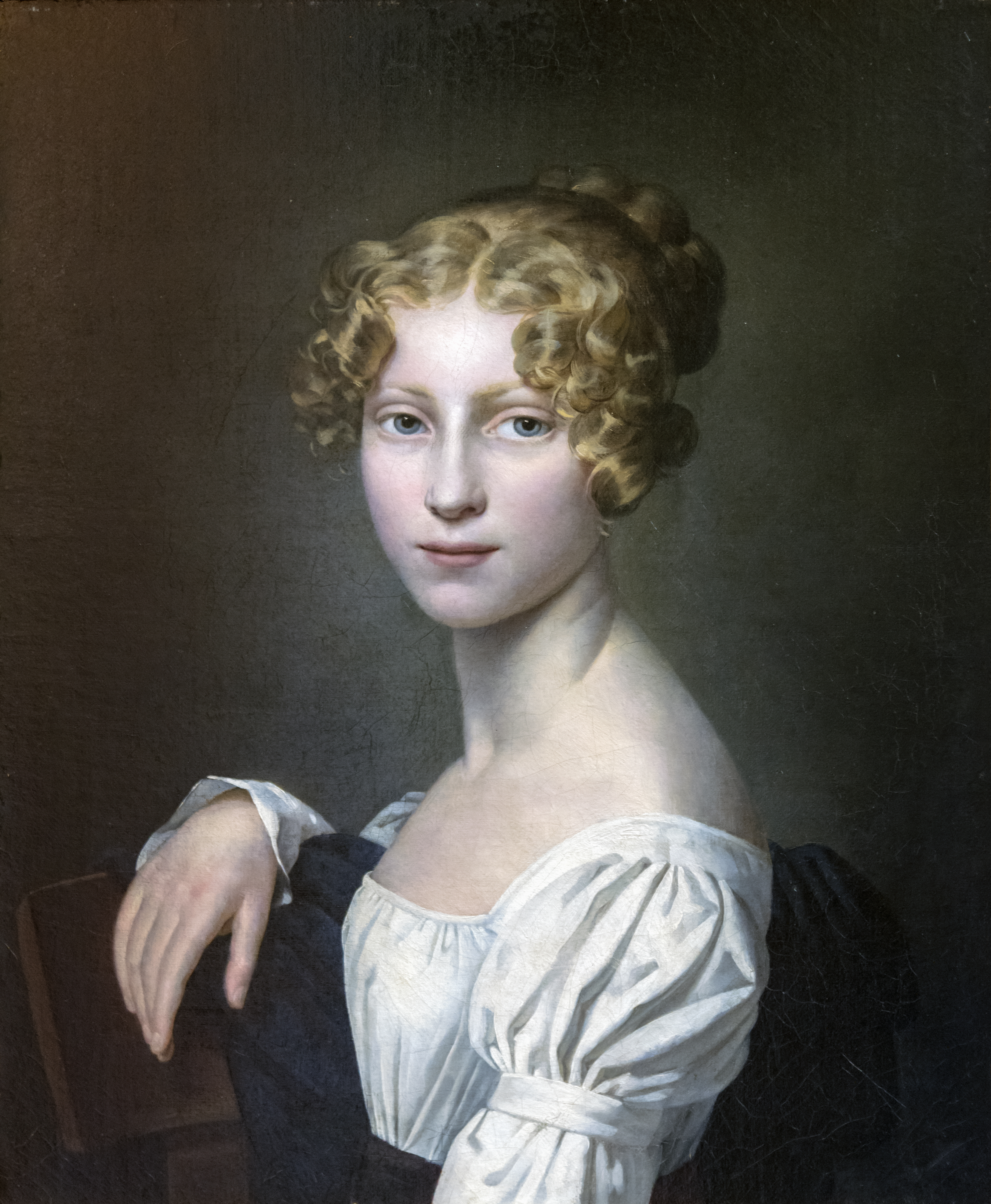
Pauline de Lasteyrie du Saillant (1807- 1888), comtesse de Rémusat, petite fille de La Fayette par Ary Scheffer.

Veuf, il épouse en secondes noces le 18 août 1828 à Paris, Pauline de Lasteyrie du Saillant (1807-1882), petite fille de La Fayette, dont il a deux fils : Pierre (1829-1862) et Paul Louis Étienne (1831-1897). « Je me trouvais, par mon mariage, allié à l’aristocratie. C’était fort nouveau pour moi, et c’était ce qui avait fait vivement désirer à ma tante [Mme de Nansouty] cette union. Son aversion pour la personne de M. de Lafayette cédait à son goût pour les grands noms [les Noailles]. » Cela vaut aux lecteurs des Mémoires une foule de renseignements sur La Fayette : « Il n’était pas de sujet sur lequel j’aimasse mieux à le faire causer que sur l’Ancien Régime. Un homme qui avait vu Turgot, Malesherbes, le grand Frédéric, le général Washington, et tous les hommes de la Révolution, faisait revivre en quelque sorte ses auditeurs dans ces temps maintenant si loin de nous. »
Rémusat traduit les œuvres dramatiques de Goethe, écrit des essais, des drames, des chansons (dont l'une, intitulée Lise ou la bouteille, est insérée en 1824 dans le Mercure du XIXe siècle), mais il se consacre surtout au journalisme et à la politique.
Il collabore aux Tablettes Universelles, journal politique d'opposition où il fait la connaissance d'Adolphe Thiers, qui l’apprécie : « C'est de cette époque qu'il fut entendu entre nous, et presque stipulé de sa part, que nous marcherions ensemble dans la vie publique. Il a pris du goût pour moi un certain jour et il l'a gardé. Je n'ai guère eu pour lui que de la reconnaissance. »
À partir de 1824, il devient un des collaborateurs assidus du Globe, et il donne des articles littéraires, politiques et philosophiques, où l'on sent l'influence de l'éclectisme de Victor Cousin. On suggère qu'il a inspiré à Balzac, le personnage d'Henri de Marsay.
En 1827, il devient électeur pour la première fois et participe activement aux élections parisiennes qui sont un triomphe pour l’opposition au ministère Villèle (6 690 voix sur 7 800 électeurs).
Le récit, dans les Mémoires de ma vie, des Trois Glorieuses vécues par Rémusat (plus de 50 pages dans l’édition Pouthas) est un témoignage de premier ordre. Il détaille avec précision, en vrai journaliste, ce qu’il a fait, dit, vu, entendu pendant ces journées, de la Protestation des 44 journalistes du 26 juillet 1830 quand Thiers lui demande de signer le premier pour entraîner les hésitants, à son refuge dans une chambre de domestique du  duc de Broglie rue de l’Université lorsqu’il est avisé que les signataires vont être arrêtés, à ses pérégrinations dans Paris pour rejoindre son domicile. Il est à la Chambre avec Casimir Perrier et Guizot et à l’Hôtel de Ville avec La Fayette le jeudi 29 et le vendredi 30. C’est lui qui tirant à part La Fayette et lui demandant ses intentions : « Quelles sont-elles ? On parle beaucoup du duc d’Orléans, et au fait, si on change de gouvernement, il n’y a que vous ou lui » obtient la célèbre réponse : « Moi non ; Qu’on me laisse faire et le duc d’Orléans sera roi, aussi vrai que je ne le serai pas ».

### Sous la monarchie de Juillet
Après la révolution de juillet 1830, dans le premier ministère de Louis-Philippe, constitué le 11 août 1830, Guizot, ministre de l’Intérieur, lui propose de venir avec lui, mais il refuse : « J'étais l'ami intime de  Broglie, de Guizot, lié de tout temps avec Molé, uni d'amitié et d'alliance avec Casimir Perier, mari de la petite-fille de La Fayette. C'était, au point de vue de l'intérêt, une position personnelle incomparable. Je mis mon plaisir et ma vanité à n’en tirer nul parti. Cela fut bientôt connu. Je ne crois pas que personne m’en ait estimé davantage. »
À la faveur d’élections partielles en octobre 1830, il se fait élire, avec l’appui de Guizot et de La Fayette, député de la Haute-Garonne par le collège électoral de Muret et ne cessera d'en être le représentant jusqu'en 1848. « J’entrais donc dans la Chambre. C’était, depuis les premiers jours de ma jeunesse, mon ambition et mon espérance. Il me semblait commencer une nouvelle vie. (…) J’apportais dans la Chambre une grande confiance dans mon avenir et une résolution très réfléchie de ne pas presser cet avenir et de me montrer capable de l’attendre. L’une et l’autre disposition m’avaient assez bien servi jusque-là. L’une et l’autre m’ont nui depuis lors, mais la seconde beaucoup plus que la première. »
Avec les doctrinaires — Broglie, Guizot, Duchâtel — Rémusat est pour la « résistance » contre le « mouvement » selon le vocabulaire de l’époque, pensant qu’il faut « être aussi large et confiant dans les développements légaux de la liberté constitutionnelle, que vigilant et sévère dans le maintien de l’ordre public et de la légalité pratique ».
Succédant à Jacques Laffitte, son oncle Casimir Perier, lui offre d’être sous-secrétaire d’État de l’Intérieur dans son gouvernement, mais il refuse. Il le regrette dans ses Mémoires, jugeant que la position qu’il aurait acquise  aurait accéléré sa fortune politique « de cinq ans, de dix ans peut-être. À la mort de Perier, j’aurais eu toute chance d’être ministre ». Il accepte cependant d'être le chef de cabinet officieux de Perier, s’occupant de la presse, du personnel, des visites et surtout des travaux politiques, écrivant les canevas des discours du président du Conseil (et celui du discours de la couronne de 1831). « Je crois que personne n’a vu de plus près que moi Casimir Perier à l’œuvre. Pendant les trois premiers mois de son administration, je ne l’ai pas quitté. J’ai eu sa confiance entière. Elle m’a étonné quelquefois. »
Après la mort de Perier, il participe activement aux négociations qui aboutissent  à la formation du ministère  Broglie, Guizot, Thiers sous la présidence du maréchal Soult. « On demandera si cette fois-ci je n’avais pas pensé à moi. J’y avais pensé et mon désir eût été de trouver à la suite de cette combinaison une position convenable. Mais je ne voyais pas de place existante ou à créer qui pût aller à un homme tout politique, décidé à ne jamais considérer les fonctions publiques comme une carrière ou un revenu (…) Thiers me demanda, les premiers jours de lui donner, pour parler familièrement, un coup de main et pendant trois semaines, j’allais passer presque tous les jours une ou deux heures dans son cabinet (...) C’était le temps où je m’étais le plus remis à la philosophie, ce qui ne m’empêcha pas d’être prié de venir à la première réunion du Conseil. Et pourquoi faire ? Pour y écrire la circulaire de début du nouveau président du Conseil. Me voilà donc , en l’idéalisant un peu, à prendre le personnage du maréchal Soult. On ne trouva pas qu’il eût à s’en plaindre. »
En décembre 1834, il fait partie des fondateurs de la Société française pour l'abolition de l'esclavage.
En septembre 1836, il devient pour peu de temps, sur la proposition de Guizot, sous-secrétaire d'État à l'Intérieur dans le premier ministère Molé. On lui doit l’abolition de la chaîne des forçats remplacée par un système de voitures cellulaires bien fermées (« Je ne me doutais pas que je me servirai un jour de ce mode de locomotion »). Il autorise l’établissement du théâtre de la Renaissance ce qui lui vaut de rencontrer Victor Hugo et Alexandre Dumas.
Devenu l'allié de Thiers, il est du 1er mars au 29 octobre 1840, ministre de l'Intérieur. Il s'occupe du transfert des restes de Napoléon de Saint-Hélène aux Invalides et de la translation des restes des combattants de 1830 dans le caveau de la colonne de Juillet sur la place de la Bastille. C'est à cette occasion qu'il commande à Berlioz sa fameuse marche funèbre : « Je chargeai Berlioz de composer une marche funèbre qui fut exécutée pendant tout le trajet par une musique ambulante de plusieurs centaines d'artistes en uniformes de gardes nationaux qu'il conduisait en personne comme le maestro d'un opéra italien. »
De 1841 à 1848, il fait partie, comme son ami Thiers, de l'opposition qui cherche à renverser Guizot et adopte un programme d'un libéralisme mitigé. Pendant cette période, il se fait remarquer à la Chambre par son éloquence caustique et spirituelle, et les discours qu'il prononce au sujet des incompatibilités parlementaires sont particulièrement remarqués.
Pendant cette époque, profitant des loisirs que lui laisse son éloignement du pouvoir, il se consacre à la littérature, et surtout à la philosophie, qui est, du reste, l'objet particulier de ses études depuis plusieurs années. D'abord partisan de Condillac, il a fini par adopter les idées éclectiques de Cousin, et il montre un goût très vif pour la libre-pensée et une confiance dans la raison qui lui valent de fréquentes attaques de la part des cléricaux.
Des études et des articles publiés dans la Revue des deux Mondes et dans la Revue française et réunis par lui en 1842 sous le titre d'Essais philosophiques lui valent d'être nommé à l'Académie des sciences morales et politiques en remplacement de Théodore Simon Jouffroy. Un autre de ses travaux les plus remarqués est son livre sur Abélard.
Rémusat est profondément déçu de la mort du fils de Louis-Philippe, soit l'héritier du trône, le 13 juillet 1842. Il écrit d'ailleurs dans ses Mémoires de ma vie que la perte de l'héritier présumé de Louis-Philippe a fait beaucoup de mal à la monarchie de Juillet : « Je ne suis point fataliste et ne veux pas dire qu’à dater du 13 juillet 1842, la monarchie fut irrévocablement condamnée, mais je dis que sans ce jour fatal, elle n’aurait point péri. »
Le 8 janvier 1846, il entre à l'Académie française, en remplacement de Pierre-Paul Royer-Collard. Il est reçu par Emmanuel Dupaty le 7 janvier 1847 ; son discours de réception est pour lui un triomphe : « Ça été là un de ces beaux jours où le talent, au moment où il la reçoit, justifie magnifiquement sa couronne. » (Sainte-Beuve).
Il fait partie du ministère que tente de former Thiers dans la nuit du 23 au 24 février 1848. Il est au palais des Tuileries le 24 au matin dès 8 heures et demie et assiste à la scène de l'abdication dans le cabinet du roi : « J'étais toujours à quelques pas derrière lui, adossé à la cheminée, j'observais tous ses mouvements et les visages de tous les assistants. »

### Sous la Deuxième République et le Second Empire

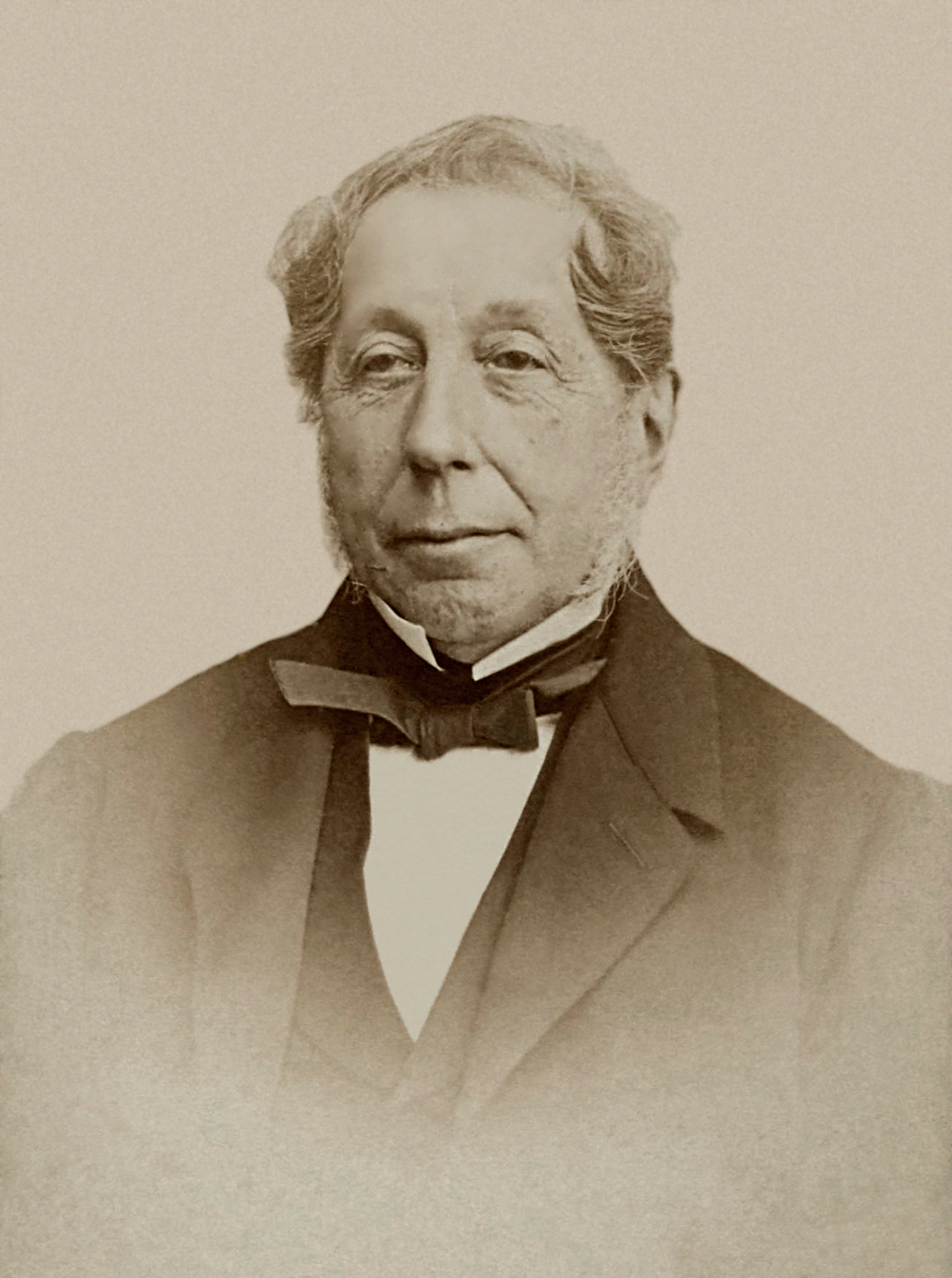
Rémusat photographié par Charles Reutlinger vers 1865.

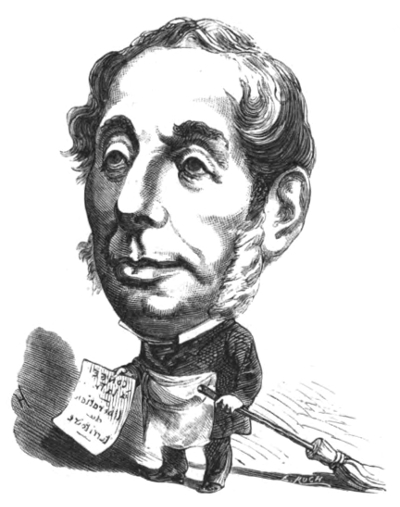
Caricature de Rémusat parue dans Le Trombinoscope de Touchatout en 1873.

Ce fut avec un vif regret qu'il vit s'effondrer en 1848 la monarchie de 1830, à laquelle il était attaché. Élu député de la Haute-Garonne et réélu en 1849, il alla siéger avec les conservateurs, et, tout en jouant un rôle assez effacé, il vota sur toutes les questions avec les représentants des anciens partis hostiles à l'affermissement de la République. C'est ainsi qu'il se prononça pour la loi contre les attroupements, pour le décret sur la fermeture des clubs, pour le rétablissement du cautionnement des journaux, pour les poursuites contre Louis Blanc, pour le maintien de l'état de siège, contre l'abolition de la peine de mort, contre l'amendement Grévy. Il participe à la Commission sur l'assistance et la prévoyance publiques.
Il appuya la politique réactionnaire de Louis Bonaparte, vota la loi du 31 mai 1850 qui mutilait le suffrage universel, celle du 16 juin qui prolongeait la mise en vigueur de la loi contre les réunions. Mais lorsque le président de la République accusa nettement ses vues ambitieuses, il cessa de lui apporter son appui et fit partie des députés qui votèrent la proposition des questeurs. Lors du coup d'État du 2 décembre 1851, il fut des députés qui signèrent un décret déclarant que Louis Bonaparte était déchu de la présidence de la République. Emprisonné à Mazas, il dut ensuite quitter la France et ne rentra qu'en août 1852. Pendant le Second Empire il ne revint pas à la vie politique avant 1869, date à laquelle il fonda à Toulouse le Progrès libéral, journal d'opposition modérée.
Pendant son retrait de la vie politique, Rémusat continua à écrire sur l'histoire philosophique, particulièrement la philosophie anglaise. En 1863, il fut élu mainteneur de l'Académie des Jeux floraux de Toulouse.

### Sous la Troisième République
En 1871, il refusa l'ambassade de Vienne que lui offrait Thiers, mais en août il fut nommé ministre des Affaires étrangères pour succéder à Jules Favre. Bien que ministre, il n'était pas député, et quand, poussé par quelques-uns, il se présenta à Paris en avril 1873, lors d'une élection partielle, il fut battu par Désiré Barodet, recueillant 130 000 voix contre 185 000 à son adversaire. L'élection de son rival, fut très suivie car Adolphe Thiers avait engagé dans ce scrutin une forte valeur symbolique, l'amenant à démissionner ensuite au cours de la soirée du samedi, ce qui entraîne une forte activité à la Bourse de Paris, durant la journée de dimanche, sur le trottoir devant le palais Brongniart.
Mais au mois d'octobre, à la suite d'une élection partielle, Charles de Rémusat fut élu en Haute-Garonne à une large majorité. Il s'associa alors aux votes du centre gauche, contribuant à la chute du ministère de Broglie, appuyant la proposition Perier et approuvant les lois constitutionnelles qui ont organisé le gouvernement de la République le 25 février 1875. 
Il meurt en juin 1875, âgé de soixante-dix-huit ans. Victor Hugo le relate dans ses Choses vues, en concluant ainsi  : "C’était un esprit probe, fin et fort, sans grandeur."

## LesMémoires de ma vie
Charles de Rémusat écrit dans son Avertissement : 

« Je crois qu’en insistant sur les incidents de mon existence personnelle, je trouve l’occasion de représenter au vif la société de mon temps (…) Je me suis plus occupé des affaires publiques que d’aucune chose, et c’est là, sans doute, ce que mon lecteur cherchera d’abord dans ces pages. Mais j’ai, de plus, beaucoup regardé le milieu dans lequel j’ai vécu. Placé dans cette partie de la société française qui s’appelle elle-même assez peu modestement la société ou le monde, comme s’il n’y en avait pas d’autre, il me semble que je la connais ; j’ai vu la fin ou du moins les restes du XVIIIe siècle et toutes les transformations d’idées, de mœurs, de modes qu’ont subies depuis près de soixante ans les individus, les familles et les salons. (…) Si je me laissais aller, je mettrais tout dans ces mémoires, ils deviendraient infinis. Je sens bien qu’il faut les borner ; mais je me rappelle parfaitement m’être en tout temps, proposé d’en faire à propos de moi un tableau plus complet de la vie humaine que je n’en ai trouvé dans aucun livre (…)  J’ai la résolution d’être parfaitement sincère (…)  je me propose d’écrire avec une grande liberté sur moi-même, et cette liberté je la porterai sur les choses ; il faudra bien que je l’étende aux personnes (..) j’espère ne pas être trouvé malveillant quand je pourrai paraître sévère. Sévère, je n’ai jamais passé pour l’être. Cherchant, au contraire, l’impartialité, il m’a toujours paru que le plus souvent on condamnait les gens faute de les comprendre, et rarement on n’a fait de plus sincères efforts d’intelligence que moi pour comprendre les sentiments qui n’étaient pas les miens (…)  Je vieillis et je mourrai fidèle à la cause que j’ai embrassée à l’âge, ce semble, de dix-sept ans. Les échecs de la vérité ne m’ont point réconcilié avec le faux. Les illusions que je puis avoir perdues ne m’ont coûté que du bonheur. Je persiste à aimer la liberté malgré ses obstacles, et la justice dans ses adversités. »

Ces Mémoires n’appartiennent pas au genre « mémoires d’hommes d’État », écrit Louis Girard, dont le modèle est ceux de Guizot : apologie d’une carrière d’où a disparu tout ce qui est personnel. « Rémusat écrit pour témoigner, sans arrière-pensée utilitaire. C’est un homme pour qui la vie intérieure existe, ces Mémoires sont aussi des Confessions. »
La rédaction commence en 1858 pendant son éloignement du pouvoir, sous le Second Empire, précisément l’année où paraît le premier des huit volumes des mémoires de Guizot. Elle n’est interrompue que par la maladie qui entraîne sa mort le 6 juin 1875.
Le manuscrit représente 150 cahiers reliés au format 29 × 20 cm de 75 feuillets d’une écriture serrée, soit plus de onze mille feuillets. Il reste longtemps inédit alors que paraissent les mémoires de ses contemporains, Guizot, Broglie, Pasquier, Molé, Barante. Encore aujourd’hui une publication intégrale et critique reste à faire.
« La terrible sincérité du narrateur ne pouvait qu’allonger les délais de convenance, surtout pour son fils Paul qui suivait également une carrière politique », écrit Louis Girard. Paul de Rémusat, député en 1871 et 1876, sénateur en 1879, élu en 1890 à l'Académie des sciences morales et politiques, choisit de publier d’abord, en 1880, les Mémoires de sa grand-mère (1802-1808), Mme de Rémusat en trois volumes qui rencontrent un grand succès, puis ses Lettres (1804-1814) en deux volumes en 1881 et enfin, en six volumes en 1883, la Correspondance (1814-1820) de la mère et de son fils Charles pendant les premières années de la Restauration.
La dernière héritière en ligne directe de Charles de Rémusat, Gilberte de Coral-Rémusat petite-fille de Paul, archéologue et historienne de l'Art orientale, envisage une publication, pour laquelle elle écrit une préface mais son décès en 1943 interrompt tout.
La famille confie alors le soin  de la publication à Charles-Hippolyte Pouthas, professeur d’histoire à la Sorbonne, qui se heurte, avec son éditeur Plon, à une difficulté matérielle, l’ampleur du manuscrit. Pouthas choisit de rétrécir les Mémoires d’environ un tiers en supprimant les passages qu’il juge de moindre intérêt  - « digressions philosophiques et littéraires, longues analyses des discussions parlementaires, résumé des textes de loi, descriptions de sites et de villes » - et de reproduire scrupuleusement le texte conservé. Il marque chaque suppression d’un bref résumé et dépose une copie intégrale du manuscrit à la Bibliothèque nationale.
Son édition (1958-1967), chez Plon, compte ainsi cinq tomes in-8o présentés et annotés (les titres sont de l'auteur) :
- Tome 1 : Enfance et jeunesse, la restauration libérale (1797-1820), 475 p.
- Tome 2 : La restauration ultra-royaliste, la Révolution de Juillet (1820-1832), 599 p.
- Tome 3 : Les luttes parlementaires, la question d’Orient, le ministère Thiers-Rémusat, 535 p.
- Tome 4 : Les dernières années de la monarchie, La Révolution de 1848, la Seconde République, 599 p.
- Tome 5 : Rémusat pendant le Second Empire, la guerre et l’Assemblée nationale, gouvernement de Thiers et ministère de Rémusat aux Affaires étrangères, 548 p.

En 2017, Jean Lebrun publie chez Perrin, en un volume (247 p.), des morceaux choisis des Mémoires de ma vie, en s’inspirant de la collection « Les écrivains par eux-mêmes ».
Les passages inédits manquants dans l’édition Pouthas ont été transcrits par Emmanuel de Waresquiel en vue d’une future édition complète.

## Hommages
- Rue de Rémusat (Paris)
- Rue Charles-de-Rémusat (Toulouse)
- Avenue Charles de Rémusat (31390 Lafitte-vigordane)

## Œuvres
- Essais de philosophie, 2 volumes in-8o, Paris, Ladrange, 1842
- Abélard, sa vie, sa philosophie, 2 volumes in-8o, Paris, Didier, 1845
- De la philosophie allemande, in-8o, Paris, Ladrange, 1845
- Saint Anselme de Cantorbéry, in-8o, Paris, Didier, 1853. Tableau de la vie monastique et de la lutte du pouvoir spirituel au XIe siècle.
- L'Angleterre au XVIIIe siècle, étude et portraits, 2 volumes in-8o, Paris, Didier, 1856
- Critiques et études littéraires, ou Passé et Présent, 2 volumes in-8o, Paris, Didier, 1857
- Bacon, sa vie, son temps, sa philosophie et son influence jusqu'à nos jours, in-8o, Paris, Didier, 1857
- Politique libérale ou fragments pour servir à la défense de la Révolution française, in-8o, Paris, Michel Levy, 1860
- Channing, sa vie et ses œuvres, 1862
- Vie de village en Angleterre, 1863
- Philosophie religieuse. De la théologie naturelle en France et en Angleterre, in-8o, Paris, Baillière, coll. « Bibliothèque de philosophie contemporaine », 1864
- John Wesley et le méthodisme, 1870
- Lord Herbert de Cherbury, 1874. Exposition, avec une grande liberté d'esprit, de la doctrine de Lord Herbert, qui peut être regardé comme le fondateur de la religion naturelle en Angleterre.
- Casimir Perier, 1874
- Histoire de la philosophie en Angleterre depuis Bacon jusqu'à Locke, 2 volumes in-8o, Paris, Didier, 1875
- Abélard, drame inédit, publié avec une préface et des notes par Paul de Rémusat, in-8o, Paris, Calmann Lévy, 1877
- La Saint-Barthélemy, drame inédit publié par Paul de Rémusat, in-8o, Paris, Calmann Lévy, 1878
- Correspondance de M. de Rémusat pendant les premières années de la Restauration, 6 volumes in-8o, publié par Paul de Rémusat, Paris, Calmann Lévy, 1883-1886
- Mémoires de ma vie, présentés et annotés par Charles H. Pouthas, préface de Gilberte de Coral-Rémusat, 5 volumes in-8o, Paris, Plon, 1958-1963
- Mémoires de ma vie, morceaux choisis présentés par Jean Lebrun, broché, Paris, Perrin, 2017

## Sources
- Notice biographique sur le site de l’Académie française
- (en) « Charles de Rémusat », dans Encyclopædia Britannica [détail de l’édition], 1911 (lire sur Wikisource).
- Pierre Larousse, Grand Dictionnaire universel du XIXe siècle (15 volumes, 1863-1890)
- « Charles de Rémusat », dans Adolphe Robert et Gaston Cougny, Dictionnaire des parlementaires français, Edgar Bourloton, 1889-1891 [détail de l’édition]
- Alfred Colling, La Prodigieuse Histoire de la Bourse, 1949.
- Charles de Rémusat, Mémoires de ma vie, présentation par Jean Lebrun, Paris,  éd. Perrin, 247 p., 2017  (ISBN 978-2-262-06804-2)